# Oficina d'Asil i Refugi
L'Oficina d'Asil i Refugi (OAR) és l'òrgan competent a l'estat espanyol per a la tramitació de les sol·licituds de protecció internacional, integrat en la Subdirecció General de Protecció Internacional del Ministeri de l'Interior.
Les dades de l'any 2019, xifren en 118 446 les sol·licituds de protecció internacional presentades a l'estat espanyol, la qual cosa va suposar un augment del 112,46 % respecte a les 55 749 sol·licituds de l'any 2018. D'aquestes, la majoria van ser sol·licitades per homes, un 54,56 %. Per països, al capdavant es troben Veneçuela (40 886 sol·licitants enfront dels 20 053 de l'any anterior), Colòmbia (29 410 enfront de les 8 818 de l'any anterior) i Hondures (6 803 sol·licituds enfront de les 2 465 presentades l'any anterior). Dels països europeus, el primer és Ucraïna, en novè lloc, amb 2 386 sol·licituds el 2018.

## Història
L'Oficina d'Asil i Refugi va ser creada el 2 de març de 1995 dins del llavors Ministeri de Justícia i Interior. S'integrava en la Subdirecció General d'Asil, actualment coneguda com a Subdirecció General de Protecció Internacional i, segons el Reial decret 952/2018, aquesta Subdirecció té la consideració d'Oficina d'Asil i Refugi.
L'agost de 2018 el Govern d'Espanya va anunciar l'ampliació de la plantilla de l'Oficina, la primera des de feia més de dues dècades. En total, el Govern va anunciar la convocatòria de 231 places, que se sumarien a les aproximadament 60 places que ja existien.

## Funcions
Les funcions de la OAR es detallen en el Reial decret 203/1995, de 10 de febrer, pel qual s'aprova el Reglament d'aplicació de la Llei 5/1984, de 26 de març, reguladora del dret d'asil i de la condició de refugiat, modificada per la Llei 9/1994, de 19 de maig i en el Reial decret 865/2001, de 20 de juliol, pel qual s'aprova el Reglament de reconeixement de l'estatut d'apàtrida., i són:
- Instruir el procediment per a la concessió d'asil.
- Constituir el suport material de la Secretaria de la Comissió Interministerial d'Asil i Refugi.
- Notificar als interessats les resolucions de les sol·licituds, sense perjudici del que es disposa en el Reial decret 1521/1991, d'11 d'octubre, sobre creació, competències i funcionament de les Oficines d'Estrangeria.
- Informar i orientar els sol·licitants d'asil sobre els serveis socials existents.
- Proposar al Ministre de l'Interior, a través del Director General de Política Interior, les inadmissions a tràmit de sol·licituds d'asil conforme al previst en l'article 5, apartats 6 i 7, de la Llei 5/1984, reguladora del dret d'asil i de la condició de refugiat.
- Informar periòdicament a la Comissió Interministerial d'Asil i Refugi de les inadmissions acordades i dels criteris aplicats.
- Sotmetre a aquesta comissió les propostes d'autorització de permanència a Espanya acordades en l'àmbit de l'article 17.2 de la Llei 5/1984, de 26 de març, reguladora del dret d'asil i de la condició de refugiat, de conformitat amb el previst als apartats 3 i 4 de l'article 31 d'aquest Reglament.
- Proporcionar al representant de l'ACNUR a Espanya les dades estadístiques i qualssevol uns altres relacionats amb sol·licitants d'asil, i refugiats a Espanya, de conformitat amb l'establert en l'article 35 de la Convenció de Ginebra de 1951 sobre l'Estatut dels Refugiats.
- Examinar els expedients d'apatrídia i elevar propostes de resolució al Ministre de l'Interior a través de la Direcció general de Política Interior.
- Instruir els expedients per reconèixer l'estatut d'apàtrida, així com aquelles altres funcions assenyalades als apartats anteriors d'aplicació a aquests expedients.
- Instruir els expedients per a la concessió dels beneficis de la protecció temporal de conformitat amb el previst en el Reglament sobre règim de protecció temporal en cas d'afluència massiva de persones desplaçades, aprovat pel Reial decret 1325/2003, de 24 d'octubre, així com aquelles altres funcions assenyalades als apartats anteriors d'aplicació a aquests expedients.
- Tramitar les sol·licituds d'extensió familiar presentades.
- Iniciar els procediments de cessament i de revocació de la protecció internacional concedida.

## Asil en xifres
| Any  | Totals  | Homes  | Dones  | Variació (%) | Font   |
| ---- | ------- | ------ | ------ | ------------ | ------ |
| 2008 | 4 517   | 3 100  | 1 417  |              | [ 7 ]  |
| 2009 | 3 007   | 2 128  | 879    |              | [ 8 ]  |
| 2010 | 2 744   | 1 946  | 798    | -8,75        | [ 9 ]  |
| 2011 | 3 422   | 2 514  | 908    | 24,71        | [ 10 ] |
| 2012 | 2 588   | 1 781  | 807    | -24,37       | [ 11 ] |
| 2013 | 4 513   | 3 528  | 985    | 74,38        | [ 12 ] |
| 2014 | 5 952   | 4 029  | 1 923  | 31,89        | [ 13 ] |
| 2015 | 14 887  | 9 057  | 5 830  | 150,12       | [ 14 ] |
| 2016 | 16 544  | 9 826  | 6 718  | 11,13        | [ 15 ] |
| 2017 | 31 740  | 18 271 | 13 469 | 91,85        | [ 16 ] |
| 2018 | 55 749  | 31 964 | 23 785 | 75,64        | [ 17 ] |
| 2019 | 118 446 | 64 630 | 53 816 | 112,46       | [ 1 ]  |

## Dret a la protecció subsidiària
El dret a la protecció subsidiària és el dispensat a les persones d'altres països i als apàtrides que, sense reunir els requisits per obtenir l'asil o ser reconegudes com a refugiades, però respecte de les quals es donin motius fundats per creure que si tornessin al seu país d'origen en el cas dels nacionals o, al de la seva anterior residència habitual en el cas dels apàtrides, s'enfrontarien a un risc real de sofrir algun dels danys greus, i que no poden o, a causa d'aquest risc, no volen, acollir-se a la protecció del país que es tracti.